# KING (Band)
KING ist eine Urban/Dance/Popband aus Europa, die bis 2009 King Family hieß.
Die Band besteht aus den fünf Geschwistern Michael, Angie, Jazzy, Tasha und David King.
Sie alle wurden in verschiedenen Teilen der Welt geboren.

## Bandgeschichte
Die Gesangskarriere der fünf Geschwister wurde 1997 von ihrem Vater Michael Jaffray King durch die Gründung einer christlichen Popband gestartet.
Zu Beginn sangen sie in Fußgängerzonen um Geld zu verdienen. Später traten sie bei Festivals und in TV- und Radioshows in verschiedenen Ländern auf.
Während eines Aufenthalts in Nashville, TN, wurde der Band ein millionenschwerer Vertrag von Word Entertainment/Sony (USA) angeboten, der jedoch aufgrund des jungen Alters von ihren Eltern abgelehnt wurde.
2007 gründeten Michael, Angie, Jazzy, Tasha und David ihre eigene Band, die King Family.
Sie fingen an, ihre eigenen Songs zu schreiben und zu produzieren und waren nach kurzer Zeit bei EMI Capitol Deutschland unter Vertrag.
Im Januar 2008 wurde die Debütsingle Carry Me Home veröffentlicht und bescherte der Band einen Charteinstieg in den deutschen Singlecharts.
Nur drei Monate später kamen das gleichnamige Album, sowie die zweite Single Perfect Day auf den Markt, die ebenfalls in die deutschen Charts einstiegen.
Es folgten eine Deutschlandtour, TV-Auftritte, sowie zahlreiche Auftritte in der Öffentlichkeit.
Im Juni 2009 trennte sich die Band von EMI. Michael, Angie, Jazzy, Tasha und David benannten sich in KING um und wanderten in die USA aus, um ihre musikalische Karriere voranzubringen.
Dieser Schritt wurde von dem amerikanischen Musikmanager Doc McGhee unterstützt.
Die fünf Geschwister leben jetzt in Hollywood, CA, wo sie zurzeit ihr zweites Album aufnehmen und an TV-Projekten arbeiten. Im Dezember 2013 veröffentlichte KING das Musikvideo B.O.M.B. bei dem Nicolaus Goossen Regie führte.

## Biografische Informationen
Die drei ältesten Geschwister wurden in Indien geboren, die beiden jüngeren in der Ukraine.
Alle fünf wurden zuhause von ihrem Vater Michael Jaffray King (britisch) und ihrer Mutter Irmgard King (deutsch), privat unterrichtet.

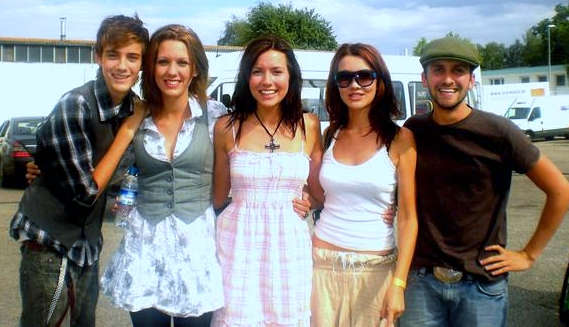
Die Band King Family 2008 in Hannover (David, Tasha, Jazzy, Angie, Mikey) (Photo JasminG)

Dadurch, dass die Geschwister in verschiedenen Ländern geboren sind, besitzen sie auch eine Anzahl von verschiedenen Pässen.
Außerdem sprechen sie fließend Englisch, Deutsch, Russisch und Polnisch.
Michael, Angie, Jazzy, Tasha und David haben noch zwei jüngere Schwestern, Jemima und Michelle King, die mit ihren Eltern zurzeit in Köln leben.

## Gemeinnützige Aktivitäten
Während die Band in der Ukraine lebte, gaben sie Konzerte in Schulen, Krankenhäusern, Kirchen, Gefängnissen und Waisenhäusern.
Sie arbeiteten außerdem mit verschiedenen Wohltätigkeitsorganisationen, wie zum Beispiel der Internationalen Rotkreuz- und Rothalbmond-Bewegung und der Caritas zusammen.

## Bandmitglieder
- Michael Phillip Mikey King (* 2. März 1985 in Poona, Indien)
- Marieangela Angie King (* 16. Juli 1987 in Bombay, Indien), verheiratet mit Elijah Blue Allman
- Jasmina Jazzy King (* 19. Februar 1990 in Bombay, Indien)
- Natalia Tasha King (* 7. Mai 1992 in Uschhorod, Ukraine)
- David Lucius David King (* 3. Februar 1995 in Peretschyn, Ukraine)

## Diskografie

### Alben
- 2008: Carry Me Home

### Singles
- 2008: Carry Me Home
- 2008: Perfect Day